# Prácheň (Berg)

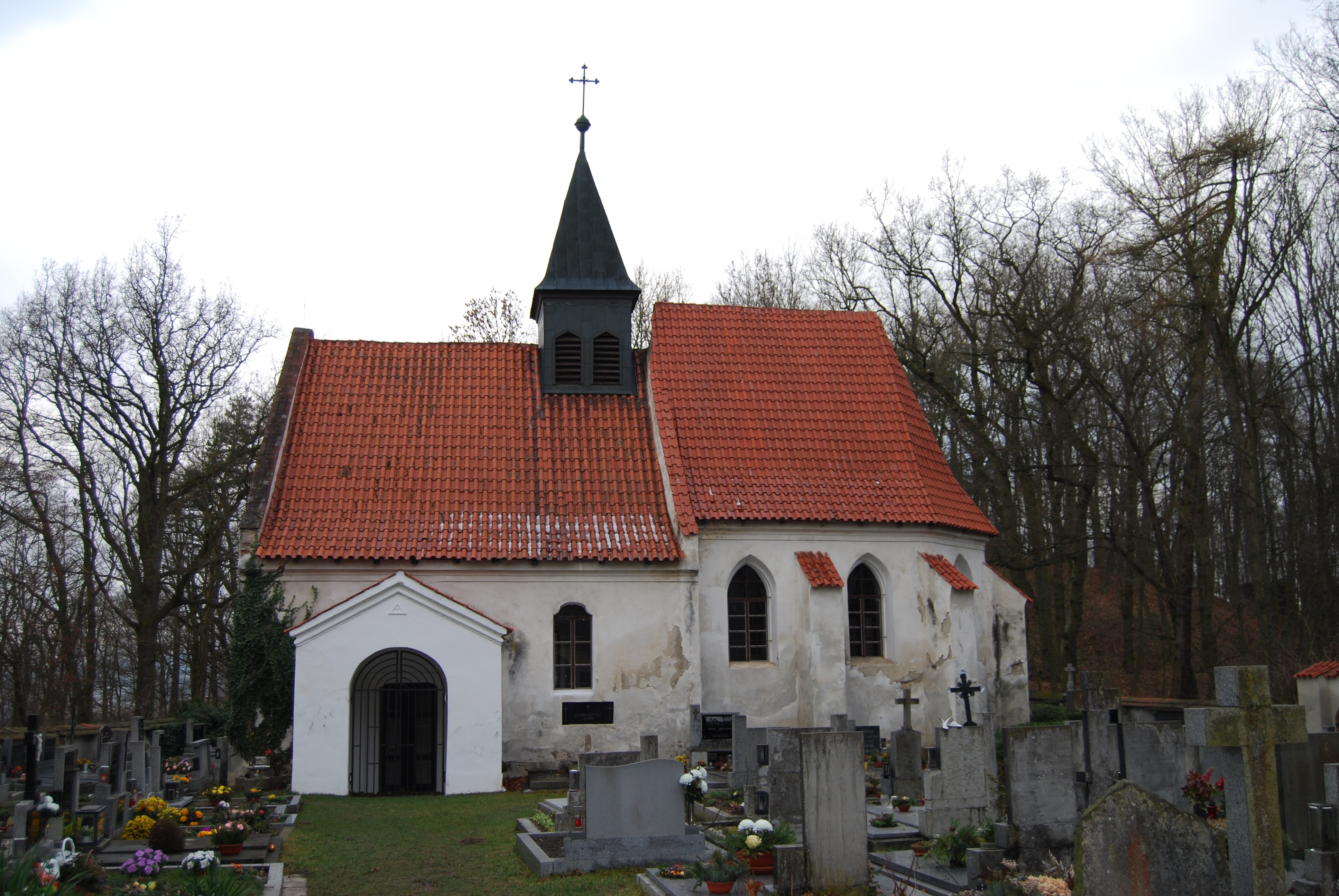
Kirche des hl. Kliment

Der Prácheň (deutsch Prachin, auch Prachen bzw. Prachiner Berg) ist ein 504 m hoher bewaldeter Berg in Tschechien. Er liegt anderthalb Kilometer südwestlich der Stadt Horažďovice auf dem Kataster von Velké Hydčice in der Bavorovská vrchovina.

## Geographie
Der Prácheň erhebt sich rechtsseitig über dem steil abfallenden Tal der Otava, die den Berg im Westen und Norden umfließt. Auf dem Gipfel des Prácheň befindet sich die Ruine der Burg Prácheň. Südlich davon liegt die Kirche des hl. Clemens. Das gesamte Eichen-Hainbuchen-Waldgebiet um den Prácheň ist seit 1953 auf einer Fläche von 28,5 ha als Naturreservat Prácheň geschützt. Gegen Süden setzt sich der Höhenzug mit der Pučanka (516 m), Moučanka (559 m) und dem Svitník (591 m) fort.
Umliegende Orte sind Nový Dvůr im Norden, Zářečí und Horažďovice im Nordosten, der Hof Prácheň im Osten, Svaté Pole und Boubín im Südosten, Velké Hydčice, Malé Hydčice und Hliněný Újezd im Südwesten, Týnec im Westen sowie Malý Bor im Nordwesten.

## Burg Prácheň
Im 10. Jahrhundert entstand auf dem Prácheň eine hölzerne slawische Burg, die im Jahre 1045 als Zentrum des Prachiner Kreises zu den böhmischen Hauptburgen gezählt wurde. An ihrer Stelle ließ Bavor III. von Strakonitz um 1315 eine steinerne Burg errichten. Seit 1558 liegt die Burg wüst.

## Kirche des hl. Kliment
Die Kirche des hl. Kliment soll den Überlieferungen nach die neunte christliche Kirche in Böhmen gewesen und vom hl. Method von Saloniki geweiht worden sein. Sie war die Kirche des zusammen mit der Burg angelegten Dorfes Prácheň, das während der Hussitenkriege erlosch. Auf dem Friedhof um die Kirche befinden sich die Grabstätten des Schriftstellers Josef Pavel und des Heimatforschers Karel Němec.

## Sonstiges
Im Jahre 1818 bestieg Kaiser Franz I. den Prácheň. 1868 wurde am Prácheň ein Grundstein für das Nationaltheater gebrochen.
Wegen des Laubwaldbestandes bietet der Prácheň nur wenig Aussichtsmöglichkeiten. Am Fahrweg zum Friedhof befindet sich ein Aussichtspunkt mit Sicht nach Osten. Aussicht auf das Otavatal besteht nur nach dem Laubfall.